# Допілка Олег Васильович
Оле́г Васи́льович Допі́лка (нар. 12 березня 1986, Первомайськ, Миколаївська область, УРСР) — український футболіст, центральний захисник.

## Біографія

### Клуби
Вихованець київських РУФК і «Динамо». У 2003 році потрапив у «Динамо-3», після чого грав за «Динамо-2» у Першій лізі. В основі «Динамо» в чемпіонаті України дебютував 17 червня 2007 року в матчі проти київського «Арсеналу», який завершився з рахунком 0:1. У 2007 році взяв участь у груповому турнірі Ліги Чемпіонів проти «Роми» і «Спортинга».

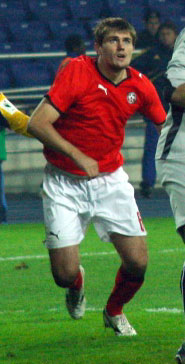
Олег Допілка під час виступів за криворізький «Кривбас». 3 жовтня 2009 року.

На початку вересня 2009 року був відданий в оренду у криворізький «Кривбас», у складі якого відіграв у 7 іграх Прем'єр-ліги чемпіонату України. У січні 2010 року повернувся в «Динамо».
У лютому 2011 року перейшов на правах оренди у ПФК «Севастополь» із правом викупу. Після вильоту «Севастополя» з прем'єр-ліги Допілка покинув кримський клуб і був орендований луцькою «Волинню». Однак йому не вдалося знайти спільну мову з тренером команди Віталієм Кварцяним, і в заявку команди на чемпіонат України Олег не потрапив.
1 вересня 2011 року, Олег повернувся до «Динамо» (Київ), але відразу був переведений до дублюючої команди.
У січні 2012 року був відданий в оренду в «Олександрію». За підсумками сезону «Олександрія» вилетіла з Прем'єр-ліги і в серпні Допілка на правах оренди перейшов до іншого новачка елітного дивізіону — ужгородської «Говерли».
Улітку 2013 року став гравцем кіровоградської «Зірки». У серпні 2016 року за обопільною згодою залишив кропивницький клуб.

### Збірна
Виступав за юнацьку збірну України до 19 років і молодіжну збірну України до 21 року. У 2005 виступав на молодіжному чемпіонаті світу в Нідерландах, де разом із збірною дійшов до 1/8 фіналу, у якому програли Нігерії (1:0). Допілка на турнірі провів усі 4 матчі.
У 2008 році зіграв 2 матчі за національну збірну України проти збірної Кіпру і Сербії, при цьому не будучи гравцем основного складу «Динамо».

## Досягнення
- Чемпіон України: 2006/07, 2008/09